# Mary Gove Nichols

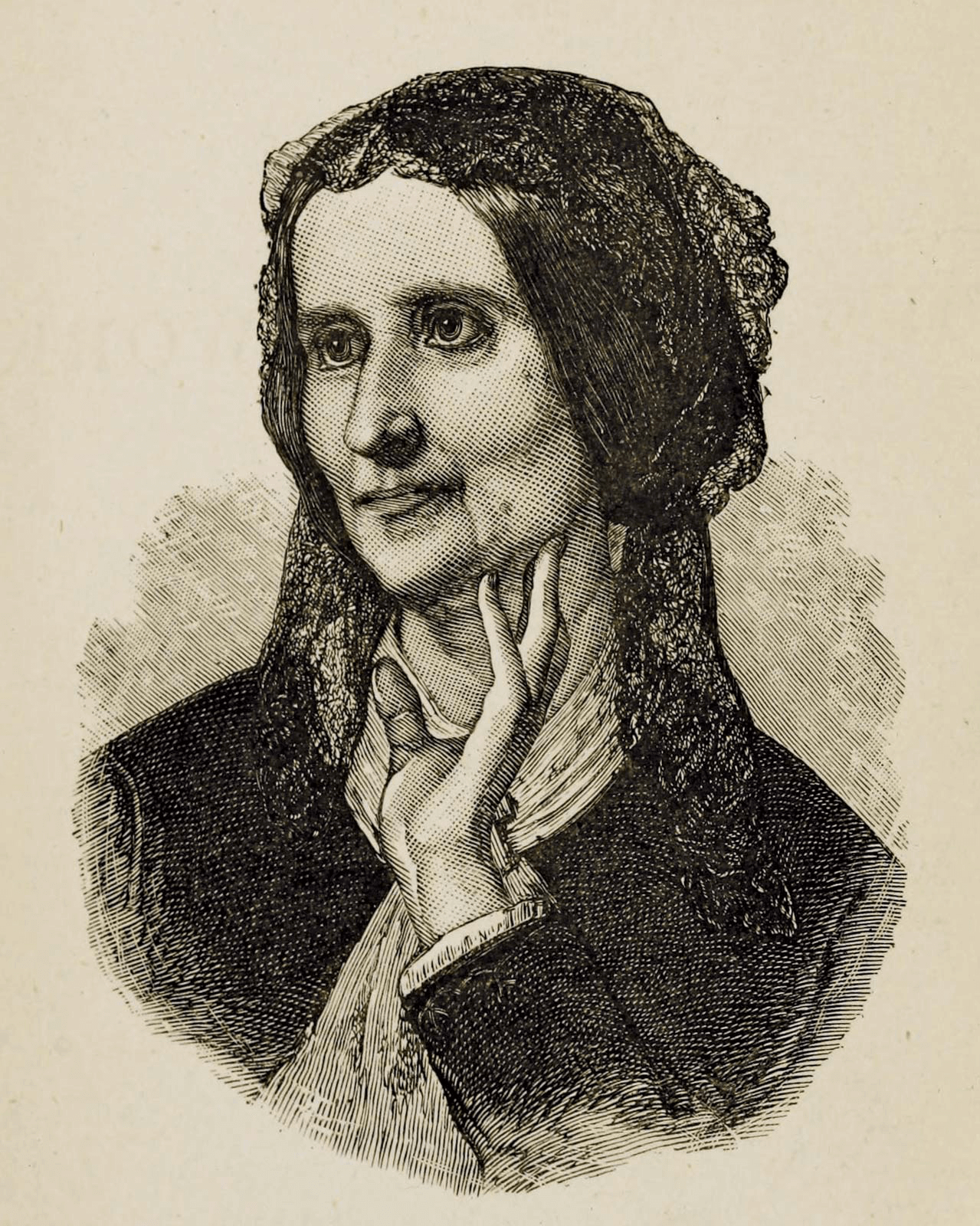
Mary Gove Nichols

Mary Sargeant Gove Nichols (nacida Neal; Goffstown, New Hampshire, 10 de agosto de 1810-Brompton, Londres, 30 de mayo de 1884), también conocida por su seudónimo Mary Orme, fue una defensora de los derechos de las mujeres y la reforma de la salud, hidroterapeuta, vegetariana y escritora estadounidense.

## Biografía
Nichols nació en Goffstown, New Hampshire en una familia tradicional donde a las mujeres no les correspondía acceder a la educación. A una edad temprana, sufrió una enfermedad crónica y muy joven su hermana murió de tisis.
Su primer matrimonio fue con Hiram Gove, un hombre de negocios sin éxito. Gove se casó con Nichols esperando apoyo financiero y obediencia de su esposa. Nichols se mudó a Lynn, Massachusetts con su esposo y su hijo. En Massachusetts, Nichols dirigía una escuela para niñas, y aquí fue donde comenzó su carrera en la reforma de salud.
En 1841, con su hija se mudó con sus padres abandonando a su marido; finalmente accedió a divorciarse en 1847 o 1848. Su matrimonio lleno de abusos, tanto sexual como emocionalmente, y varios abortos espontáneos, hizo de su vida la labor de informar a las mujeres sobre sus cuerpos y sus oportunidades. 
Se volvió a casar en 1848 con Thomas Low Nichols, un escritor que también estaba interesado en la reforma de la salud y con puntos de vista progresistas sobre los derechos de la mujer. Juntos planearon abrir una School of Health, School of Progress y School of Life en un edificio de tres pisos que alquilaron. Se mudaron a Inglaterra al comienzo de la Guerra Civil. 
Nichols escribió novelas e historias bajo el seudónimo de Mary Orme, cuestionando las tradicionales ideas sobre el matrimonio y la educación de las mujeres. Escribió cuentos para la revista estadounidense Godey's Lady's Book (El libro de la dama de Godey).
Nichols murió en Brompton, Londres el 30 de mayo de 1884 de cáncer de mama. Su hija sobreviviente de su primer marido, Elma Gove, se convirtió en pintora.

## Higiene natural y defensa del amor libre
Nichols estudió los escritos de Sylvester Graham y se hizo vegetariana alrededor de 1837. Fue una defensora influyente en el movimiento de la higiene natural. Dio conferencias a audiencias exclusivamente femeninas sobre anatomía, fisiología e higiene para aliviar a las mujeres de lo que ella veía como sufrimiento físico y mental innecesario. Recomendó a las mujeres que hicieran ejercicio a diario, respiren aire fresco, se duchen con agua fría, eviten los elegantes corsés ajustados del día y se abstengan de café y carne.
Nichols dio una conferencia para la Ladies Physiological Society, una rama de la American Physiological Society. Ha sido descrita como la "primera mujer en Estados Unidos en dar una conferencia sobre temas de anatomía y fisiología e incluyó lecciones sobre vegetarianismo, prevención y curación de enfermedades". Nichols creía que el cáncer se podía curar con una dieta vegetariana. 
En 1851, Nichols y su esposo Thomas Low Nichols fundaron una clínica de "cura con agua", el American Hydropathic Institute en la ciudad de Nueva York. El instituto se cita como un ejemplo de pseudoterapias y charlatanería. Nichols y su esposo eran partidarios de bañarse en agua fría, ayunar y envolverse ocasionalmente con sábanas húmedas.
Nichols contribuyó al Water-Cure Journal, y publicó con su marido el Nichols 'Journal of Health, Water-Cure, and Human Progress (1853–1858). Los dos defendían también el amor libre, la autobiografía de Mary Nichols (Mary Lyndon: Or, Revelations of a Life: An Autobiography, 1860) se convirtió en el primer argumento en contra del matrimonio escrito desde el punto de vista de una mujer. Estas creencias alejaron a Nichols y su marido de otros miembros de la comunidad hidropática. En 1855, se trasladaron a Cincinnati y abrieron el Memnonia Institute, una "escuela de la vida" en Yellow Springs, Ohio en 1856.  El nombre del instituto se refería a la diosa del agua, reflejando su interés por la hidropatía, pero también promovía el ascetismo, el ayuno y la penitencia espiritual. Solo permaneció abierto un año. Ambos asistieron a las sesiones espiritistas, creyendo que estaban en comunicación con los espíritus y se convirtieron al catolicismo. 
El libro de Herbert M. Shelton La ciencia y las bellas artes de la higiene natural está dedicado a Gove y otros higienistas naturales.

## Publicaciones seleccionadas
- Experiencia en Water-Cure (1849)
- Marriage: Its History, Character, and Results(Matrimonio: su historia, carácter y resultados) [con Thomas Low Nicholas, 1854]
- Mary Lyndon: Or, Revelations of a Life: An Autobiography (1860)
- A Woman's Work in Water Cure and Sanitary Education (El trabajo de una mujer en el tratamiento del agua y la educación sanitaria) (1874)

## Otras lecturas
- Hilary Marland; Jane Adams. (2009). Hydropathy at Home: The Water Cure and Domestic Healing in Mid-Nineteenth-Century Britain. Bulletin of the History of Medicine. 83 (3): 499–529.
- Thomas Low Nichols. (1887). Nichols' Health Manual: Being Also a Memorial of the Life and Work of Mrs. Mary S. Gove Nichols. E. W. Allen.
- Janet Hubly Noever. (1991). Passionate Rebel: The Life of Mary Gove Nichols, 1810-1884. University of Oklahoma.
- Braun, Adee (2 de julio de 2014). «Passional Affinities: The free-love couple who pissed off nineteenth-century America». The Paris Review.